# Lucie Bréard
Pour les articles homonymes, voir Bréard.
Lucie Marie Bréard, née le 12 septembre 1902 dans le 15e arrondissement de Paris et morte le 26 juin 1988 à Saumur, est une athlète française, spécialiste du demi-fond avant-guerre, licenciée au célèbre Fémina Sport.

## Biographie
Lucie Marie Bréard est la fille d'Alfred Frédéric Bréard, employé, et d'Augustine Brenot, lingère.
Elle est licenciée au club omnisports Fémina Sport, fondé par Alice Milliat. Spécialisée dans le demi-fond, elle pratique aussi le lancer de poids et le lancer du javelot.

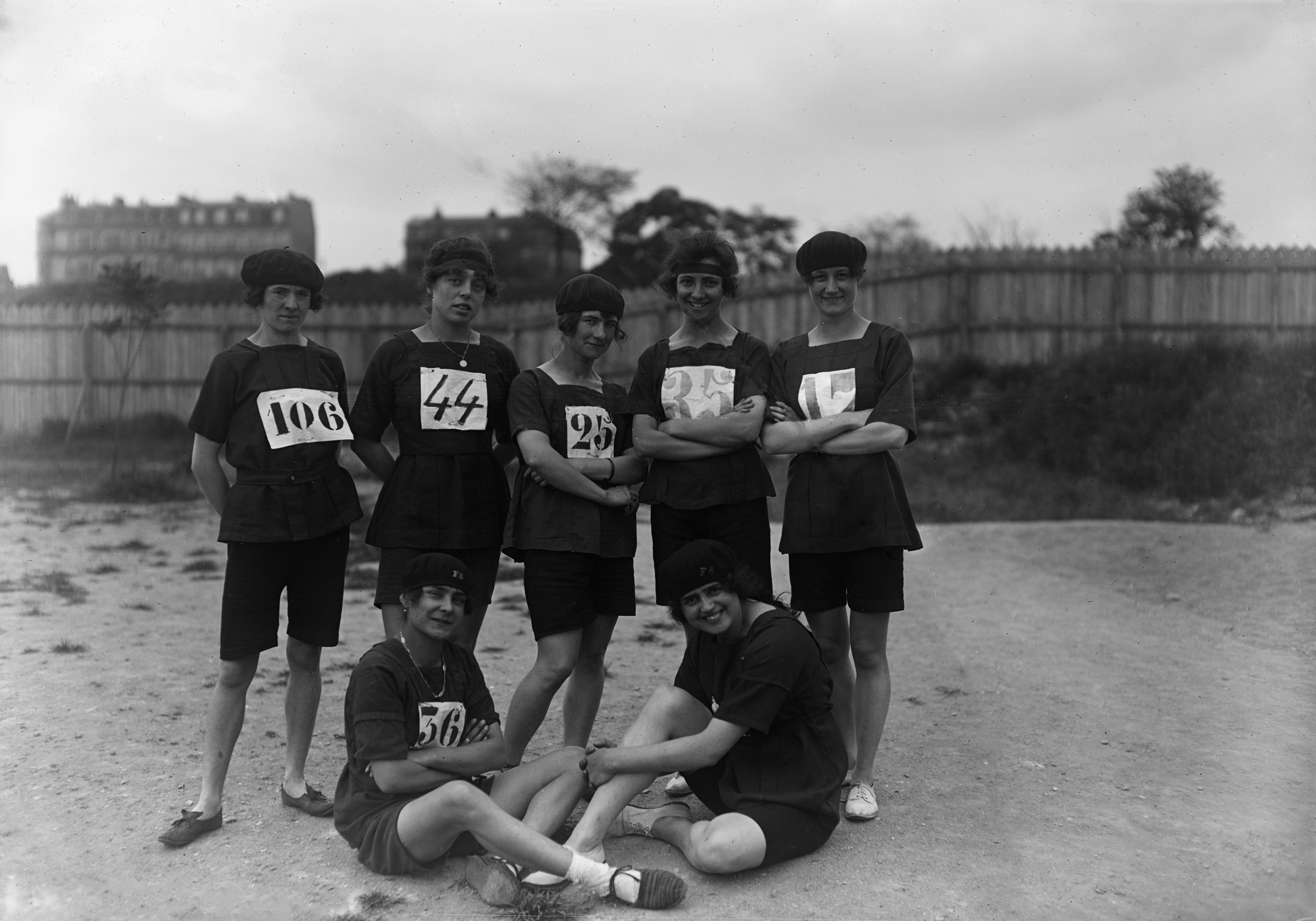
Une partie du club Fémina Sport en 1920 : Forget, Suzanne Liébrard, Germaine Delapierre, Lucie Cadiès, Thérèse Brulé, Lucie Bréard et Jeanne Janiaud.

En 1921, au premier championnat international féminin, à Monte-Carlo, elle remporte le 800 mètres. À Paris la même année, elle décroche le record du monde du 500 mètres, puis du 800 mètres et du 1 000 mètres. Elle est également championne de France de cross-country.
Aux Jeux mondiaux féminins de 1922, elle est la seule Française médaillée d'or, remportant l'épreuve des 1 000 mètres.
Ses principales concurrentes françaises sont Marcelle Neveu (de l'UA Saint-Cloud, détentrice du record du monde du 1 000 m en 1921 et d'Europe sur 800 m en 1922, et championne de France de cross-country en 1922, 1923 et 1924), et Georgette Lenoir (détentrice du record du monde du 1 000 m en 1922 ; auparavant, les Françaises Lucie Cadiès — elle aussi du Fémina Sport — en 1918 et Suzanne Guéry en 1919 avaient déjà été détentrices du record du monde du 1 000 m).
La Vie au Grand Air du 13 septembre 1921 consacre un sujet complet à Lucie Bréard, ainsi que la revue Spiridon d'octobre-novembre 1983.
Employée de commerce, elle se marie en 1924 avec André Henri Jurion et met un terme à sa carrière sportive,.

## Palmarès
- Détentrice du record du monde du 800 m en 1921 en 2 min 30 s 2
- Détentrice du record du monde du 1 000 m en 1920, 1921 à 2 reprises, et 1922 en 3 min 12 s 2
- Détentrice du record d'Europe du 800 m en 1920
- Médaille d'or du 800 m au 1er meeting International féminin de 1921, à Monte-Carlo (également du Fémina Sport, et vainqueurs  en 1921 : Violette Morris, au poids et au javelot, Germaine Delapierre au 100 yards hurdles (74 m haies) et Frédérique Küsel au saut en hauteur[3])
- Médaille d'or du 1 000 m aux Premiers Jeux mondiaux féminins (dits Championnats olympiques) de 1922 (seule titre français), à Paris[4] (2e Georgette Lenoir)
- Championne de France de cross-country en 1920 et 1921[5]
- Championne de France en demi-fond (800 m - 1 500 m) : titres à préciser

## Hommage
En juin 2024, la ville de Saint-Denis donne son nom à une passerelle franchissant le canal Saint-Denis et menant au Stade de France.